# Mardehek
Mardehek (persiska: مردهک) är en ort i Iran.   Den ligger i provinsen Kerman, i den sydöstra delen av landet, 1 000 km sydost om huvudstaden Teheran. Mardehek ligger 892 meter över havet och antalet invånare är 1 912.
Terrängen runt Mardehek är huvudsakligen kuperad, men åt sydost är den platt.Runt Mardehek är det glesbefolkat, med 17 invånare per kvadratkilometer. Mardehek är det största samhället i trakten. Trakten runt Mardehek är ofruktbar med lite eller ingen växtlighet.